# Melinda Warren
Melinda Warren is een personage in de televisieserie Charmed, en wordt geportretteerd door actrice Tyler Layton. Melinda Warren is een voorouder van de Charmed Ones, er wordt van uitgegaan dat ze de grondlegster is van de Charmed Ones en het Book Of Shadows.
Melinda werd op 31 oktober 1670 in het koloniale Virginia geboren, als dochter van een heks genoemd Charlotte. Op latere leeftijd verhuisde ze naar Massachusetts Salem, en kreeg ze een dochter genaamd Prudence. Ze leefde in Salem tot de heksenverbrandingen van 1692.
Op de dag van haar dood, deed Melinda een voorspelling over de Charmed Ones. Het verhaal staat in het boek der schimmen, en wordt als volgt verteld door Phoebe Halliwell:
You may kill me, but you can not kill my kind. With each generation, The Warren witches will grow stronger, until at last three sisters will arrive. Together these three sisters will be the most powerful witches the world has ever known. They will be The Charmed Ones.

## Krachten
Melinda zelf bezat de drie originele krachten, die de Charmed Ones later elk afzonderlijk ontwikkelden. De kracht van visioenen, telekinese en moleculaire immobilisatie.

## Trivia
- Het karakter is genoemd naar Marry Warren die deel nam aan de beruchte heksenprocessen van Salem.